# 미 데스티노 에레스 투
《미 데스티노 에레스 투》(스페인어: Mi destino eres tú)은 2000년 방영된 멕시코의 텔레노벨라이다.